# 125-й меридіан східної довготи
125-й меридіан східної довготи — лінія довготи, що лежить на 125 градусів східніше Гринвіцького меридіана. Вона проходить від Північного полюса через Північний Льодовитий океан, Азію, Тихий океан, Індійський океан, Австралазію, Південний океан та Антарктиду до Південного полюса.
125-й меридіан східної довготи формує велике коло разом із 55-тим меридіаном західної довготи.

## Список географічних об'єктів, що перетинає 125° сх. д.
Починаючи на Північному полюсі та рухаючись до Південного полюса, 125-й меридіан східної довготи проходить через:
| Координати                                                   | Країна, територія або море | Примітки                                                                              |
| ------------------------------------------------------------ | -------------------------- | ------------------------------------------------------------------------------------- |
| 90°0′ пн. ш. 125°0′ сх. д. / 90.000° пн. ш. 125.000° сх. д.  | Північний Льодовитий океан |                                                                                       |
| 77°48′ пн. ш. 125°0′ сх. д. / 77.800° пн. ш. 125.000° сх. д. | Море Лаптєвих              |                                                                                       |
| 73°40′ пн. ш. 125°0′ сх. д. / 73.667° пн. ш. 125.000° сх. д. | Росія                      | Проходить через дельту Лени                                                           |
| 53°12′ пн. ш. 125°0′ сх. д. / 53.200° пн. ш. 125.000° сх. д. | КНР                        | Хейлунцзян Внутрішня Монголія Хейлунцзян Цзілінь Ляонін                               |
| 40°28′ пн. ш. 125°0′ сх. д. / 40.467° пн. ш. 125.000° сх. д. | Північна Корея             |                                                                                       |
| 39°38′ пн. ш. 125°0′ сх. д. / 39.633° пн. ш. 125.000° сх. д. | Жовте море                 | Західнокорейська затока                                                               |
| 38°39′ пн. ш. 125°0′ сх. д. / 38.650° пн. ш. 125.000° сх. д. | Північна Корея             | Проходить через острів Сокдо                                                          |
| 38°4′ пн. ш. 125°0′ сх. д. / 38.067° пн. ш. 125.000° сх. д.  | Жовте море                 |                                                                                       |
| 37°57′ пн. ш. 125°0′ сх. д. / 37.950° пн. ш. 125.000° сх. д. | Північна Корея             |                                                                                       |
| 37°55′ пн. ш. 125°0′ сх. д. / 37.917° пн. ш. 125.000° сх. д. | Жовте море                 |                                                                                       |
| 37°49′ пн. ш. 125°0′ сх. д. / 37.817° пн. ш. 125.000° сх. д. | Північна Корея             | Проходить через острів Кіріндо                                                        |
| 37°47′ пн. ш. 125°0′ сх. д. / 37.783° пн. ш. 125.000° сх. д. | Жовте море                 | Проходить західніше острова Гагеодо[en], Південна Корея                               |
| 33°17′ пн. ш. 125°0′ сх. д. / 33.283° пн. ш. 125.000° сх. д. | Східнокитайське море       | Проходить західніше острова Сімодзі, Японія Проходить східніше острова Тарама, Японія |
| 25°15′ пн. ш. 126°0′ сх. д. / 25.250° пн. ш. 126.000° сх. д. | Тихий океан                | Філіппінське море                                                                     |
| 12°40′ пн. ш. 125°0′ сх. д. / 12.667° пн. ш. 125.000° сх. д. | Філіппіни                  | Проходить через острови Самар та Лейте                                                |
| 10°23′ пн. ш. 125°0′ сх. д. / 10.383° пн. ш. 125.000° сх. д. | Затока Согод[en]           |                                                                                       |
| 10°10′ пн. ш. 125°0′ сх. д. / 10.167° пн. ш. 125.000° сх. д. | Філіппіни                  | Проходить через острів Лейте                                                          |
| 10°2′ пн. ш. 125°0′ сх. д. / 10.033° пн. ш. 125.000° сх. д.  | Море Мінданао              |                                                                                       |
| 8°56′ пн. ш. 125°0′ сх. д. / 8.933° пн. ш. 125.000° сх. д.   | Філіппіни                  | Проходить через острів Мінданао                                                       |
| 5°52′ пн. ш. 125°0′ сх. д. / 5.867° пн. ш. 125.000° сх. д.   | Море Сулавесі              |                                                                                       |
| 1°45′ пн. ш. 125°0′ сх. д. / 1.750° пн. ш. 125.000° сх. д.   | Індонезія                  | Проходить через острів Сулавесі                                                       |
| 1°7′ пн. ш. 125°0′ сх. д. / 1.117° пн. ш. 125.000° сх. д.    | Молуккське море            |                                                                                       |
| 1°44′ пд. ш. 125°0′ сх. д. / 1.733° пд. ш. 125.000° сх. д.   | Індонезія                  | Проходить через острів Таліабу                                                        |
| 1°57′ пд. ш. 125°0′ сх. д. / 1.950° пд. ш. 125.000° сх. д.   | Море Банда                 |                                                                                       |
| 8°10′ пд. ш. 125°0′ сх. д. / 8.167° пд. ш. 125.000° сх. д.   | Індонезія                  | Проходить через острів Алор                                                           |
| 8°21′ пд. ш. 125°0′ сх. д. / 8.350° пд. ш. 125.000° сх. д.   | Море Саву                  |                                                                                       |
| 8°54′ пд. ш. 125°0′ сх. д. / 8.900° пд. ш. 125.000° сх. д.   | Східний Тимор              | Проходить через острів Тимор                                                          |
| 9°2′ пд. ш. 125°0′ сх. д. / 9.033° пд. ш. 125.000° сх. д.    | Індонезія                  | Проходить через острів Тимор                                                          |
| 9°12′ пд. ш. 125°0′ сх. д. / 9.200° пд. ш. 125.000° сх. д.   | Східний Тимор              | Проходить через острів Тимор                                                          |
| 9°17′ пд. ш. 125°0′ сх. д. / 9.283° пд. ш. 125.000° сх. д.   | Індонезія                  | Проходить через острів Тимор                                                          |
| 9°32′ пд. ш. 125°0′ сх. д. / 9.533° пд. ш. 125.000° сх. д.   | Тиморське море             |                                                                                       |
| 12°26′ пд. ш. 125°0′ сх. д. / 12.433° пд. ш. 125.000° сх. д. | Індійський океан           |                                                                                       |
| 15°6′ пд. ш. 125°0′ сх. д. / 15.100° пд. ш. 125.000° сх. д.  | Австралія                  | Західна Австралія Проходить через острови Марет та материк                            |
| 32°46′ пд. ш. 125°0′ сх. д. / 32.767° пд. ш. 125.000° сх. д. | Індійський океан           | Австралія визнає цю акваторію частиною Південного океану[1][2]                        |
| 60°0′ пд. ш. 125°0′ сх. д. / 60.000° пд. ш. 125.000° сх. д.  | Південний океан            |                                                                                       |
| 66°17′ пд. ш. 125°0′ сх. д. / 66.283° пд. ш. 125.000° сх. д. | Антарктида                 | Проходить через Австралійську антарктичну територію (претендує Австралія)             |